# Leptotyphlops tesselatus
Leptotyphlops tesselatus är en kräldjursart som beskrevs av  Johann Jakob von Tschudi 1845. Leptotyphlops tesselatus ingår i släktet Leptotyphlops och familjen Leptotyphlopidae. Inga underarter finns listade i Catalogue of Life.